# Élection présidentielle monténégrine de 2013
L'élection présidentielle monténégrine de 2013, deuxième élection présidentielle du Monténégro depuis son indépendance en 2006, s'est déroulée le 7 avril 2013. Le scrutin permet d'élire un président de la République pour un mandat de 5 ans.
Le président en exercice Filip Vujanović est réélu pour un troisième mandat malgré la limite à deux mandat présidentiel, la Cour constitutionnelle monténégrine ayant jugé en février que sa première élection en 2003 avait eu lieu en tant que président de l'entité monténégrine constitutive de la république de Serbie et Monténégro, et non de la république de Monténégro sur laquelle porte la constitution en vigueur,,,.

## Système électoral
Le président monténégrin est élu au scrutin uninominal majoritaire à deux tours pour un mandat de cinq ans renouvelable une fois. Est élu le candidat recueillant la majorité absolue des suffrages valides au premier tour ou, à défaut, celui en remportant le plus lors d'un second tour organisé quinze jours plus tard entre les deux candidats arrivés en tête au premier tour.
Seuls deux candidats se présentant en 2013, et l'élection prend la forme d'un scrutin uninominal majoritaire à un tour.

## Résultats

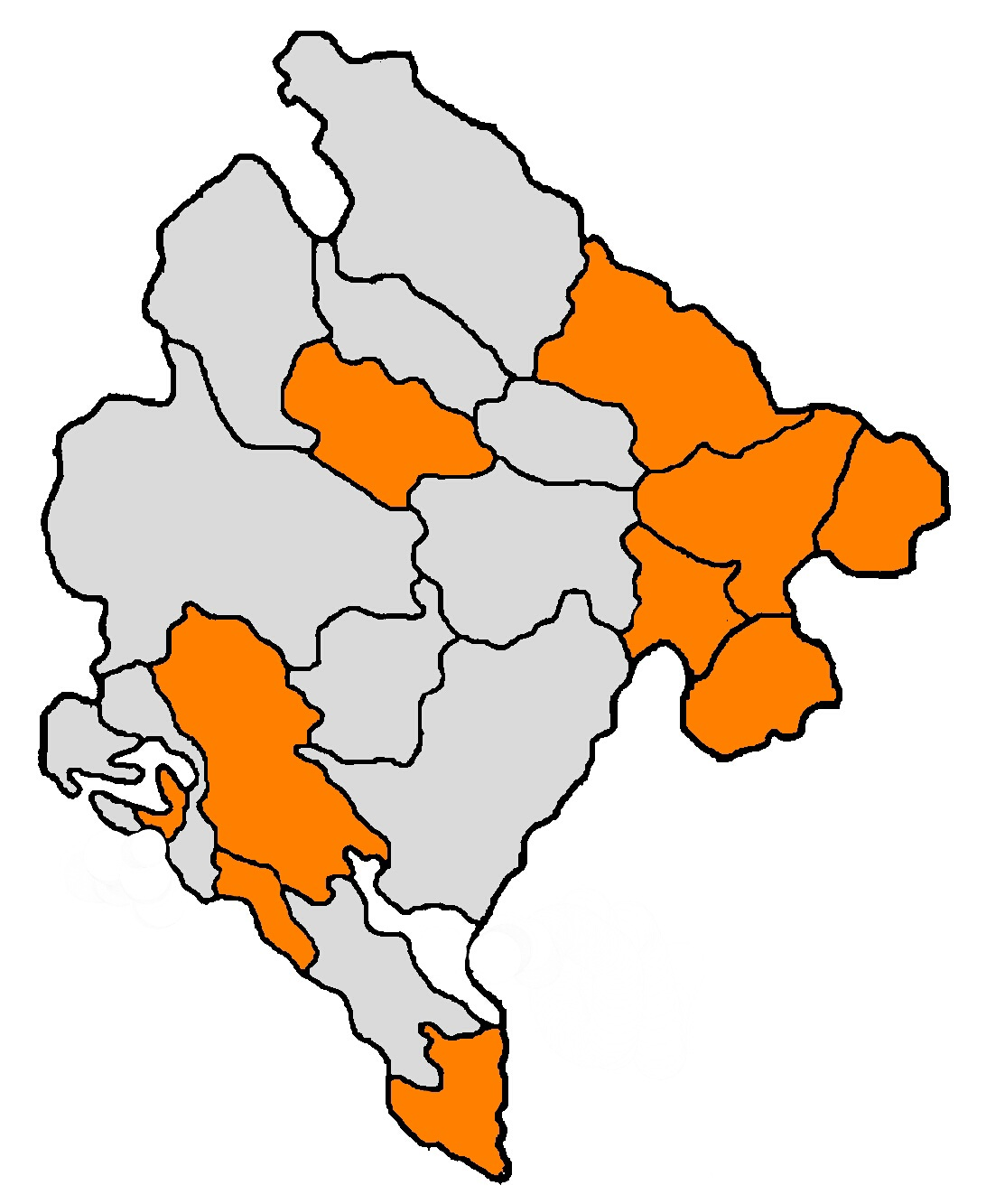
Candidats arrivés en tête par commune :
Filip Vujanović
Miodrag Lekić

| Candidat                          | Candidat                          | Parti                             | Voix    | %     |
| --------------------------------- | --------------------------------- | --------------------------------- | ------- | ----- |
|                                   | Filip Vujanović                   | DPS                               | 161 940 | 51,21 |
|                                   | Miodrag Lekić                     | Ind.                              | 154 289 | 48,79 |
|                                   |                                   |                                   |         |       |
| Votes valides                     | Votes valides                     | Votes valides                     | 316 229 | 96,76 |
| Votes blancs et nuls              | Votes blancs et nuls              | Votes blancs et nuls              | 10 574  | 3,24  |
| Total                             | Total                             | Total                             | 326 803 | 100   |
| Abstention                        | Abstention                        | Abstention                        | 184 602 | 36,10 |
| Nombre d'inscrits / participation | Nombre d'inscrits / participation | Nombre d'inscrits / participation | 511 405 | 63,90 |

| Filip Vujanović (51,21 %) |  |  | Miodrag Lekić (48,79 %) |
| ▲                         |  |  |                         |
| Majorité absolue          |  |  |                         |